# Vue du Grand Canal (Canaletto)
Vue du Grand Canal (en italien, Veduta del Canal Grande) est l'œuvre du peintre védutiste italien Giovanni Antonio Canal, plus connu sous le nom de Canaletto (1697-1768). La toile est insérée dans un cadre doré et contemporain, et est conservée au musée des Offices à Florence. 

## Description
Dans cette œuvre de Canaletto est visible le Grand Canal de Venise, dans la partie comprise entre le Palazzo Balbi et le Pont du Rialto. Une peinture du même auteur sur le même sujet et de la même époque, mais avec de petites variations (en particulier la forme et la position des bateaux), est conservée à l'Accademia Carrara de Bergame.
Les historiens de l'Art Constable et Puppi l'ont datée de 1726-1728, tandis que dans le catalogue de l'exposition de Paris de 1960, cette peinture est datée de vers 1730.

### Expositions
- Venise aux XVIIIe – XIXe siècle, Paris, 1919.
- Venise vivante, Salzbourg, 1955.
- La Peinture italienne au XVIIIe siècle, Paris, 1960 et 1961.
- Canaletto: prima maniera, Venise, 2001.
- Canaletto: le Triomphe de la veduta, Rome, 2005.
- Canaletto. Venise et ses Splendeurs, Trévise, 2008-2009.
- Canaletto. Le "Quaderno veneziano", Venise, 2012.
- Canaletto à Venise, Paris, 2012-2013.